# Battaglia di Londinium
La battaglia di Londra (la latina Londinium) fu un episodio della rivolta di Carausio e vide la vittoria delle truppe romane sull'usurpatore Alletto.
Lo svolgimento della battaglia è praticamente sconosciuta, a parte il fatto che l'usurpatore Alletto morì in battaglia. Probabilmente Asclepiodoto accerchiò le truppe del nemico che tentò allora di fuggire, rimanendo ucciso.